# Campeonato Maranhense de Futebol de 2011
O Campeonato Maranhense de Futebol de 2011 é um torneio organizado pela Federação Maranhense de Futebol para disputa do título estadual entre os clubes do Maranhão.

## Clubes Participantes
| Escudo | Equipe         | Colocação em 2010 | Estádio (Mando) | Capacidade | Campeão Maranhense  |
|        | Bacabal        | 8º                | Correão         | 9 500      | 1 (em 1996)         |
|        | Cordino        | 2º Série B        | Leandrão        | 1 400      | 0 (não possui)      |
|        | IAPE           | 3º                | Nhozinho Santos | 16 500     | 0 (não possui)      |
|        | Imperatriz     | 5º                | Frei Epifânio   | 10 000     | 1 (em 2005)         |
|        | Maranhão       | 4º                | Nhozinho Santos | 16 500     | 13 (último em 2007) |
|        | Moto Club      | Campeão Série B   | Nhozinho Santos | 16 500     | 24 (último em 2008) |
|        | Nacional       | 7º                | Nagibão         | 5 700      | 0 (não possui)      |
|        | Sampaio Corrêa | Campeão           | Nhozinho Santos | 16 500     | 29 (último em 2010) |
|        | Santa Quitéria | 2º                | Rodrigão        | 8 000      | 0 (não possui)      |
|        | São José       | 6º                | Nhozinho Santos | 16 500     | 0 (não possui)      |

## Regulamento
Assim como no campeonato anterior, o torneio será disputado em fase única. Serão realizados jogos de ida e volta e o clube que somar o maior número de pontos ao fim das rodadas será o campeão e também disputará a Copa do Brasil e o Brasileirão Série D do próximo ano. 

Os critérios para desempate em números de pontos são os seguintes, aplicados necessariamente na ordem em que aparecem: 

1. Maior número de vitórias; 

2. Melhor saldo de gols;

3. Maior número de gols pró;

4. Confronto direto (quando o empate for entre apenas duas equipes);

5. Menor número de cartões vermelhos;

6. Menor número de cartões amarelos;

7. Sorteio.

## Classificação Final
| Classificação Geral | Classificação Geral | Classificação Geral | Classificação Geral | Classificação Geral | Classificação Geral | Classificação Geral | Classificação Geral | Classificação Geral | Classificação Geral | Classificação Geral |
| Pos                 | Time                | PG                  | J                   | V                   | E                   | D                   | GP                  | GS                  | SG                  | %                   |
| ------------------- | ------------------- | ------------------- | ------------------- | ------------------- | ------------------- | ------------------- | ------------------- | ------------------- | ------------------- | ------------------- |
| 1                   | Sampaio Corrêa      | 39                  | 16                  | 12                  | 3                   | 1                   | 37                  | 13                  | 24                  | 81.2                |
| 2                   | Maranhão            | 31                  | 16                  | 9                   | 4                   | 3                   | 39                  | 22                  | 17                  | 64.6                |
| 3                   | Imperatriz          | 22                  | 16                  | 6                   | 4                   | 6                   | 24                  | 19                  | 5                   | 45.8                |
| 4                   | Santa Quitéria      | 21                  | 16                  | 5                   | 6                   | 5                   | 26                  | 26                  | 0                   | 43.7                |
| 5                   | Cordino             | 19                  | 16                  | 5                   | 4                   | 7                   | 34                  | 39                  | -5                  | 39.6                |
| 6                   | Moto Club           | 19                  | 16                  | 5                   | 4                   | 7                   | 20                  | 27                  | -7                  | 39.6                |
| 7                   | São José            | 17                  | 16                  | 4                   | 5                   | 7                   | 17                  | 19                  | -2                  | 35.4                |
| 8                   | Bacabal             | 12                  | 16                  | 2                   | 6                   | 8                   | 22                  | 37                  | -15                 | 25                  |
| 9                   | IAPE                | 18                  | 9                   | 5                   | 3                   | 1                   | 24                  | 10                  | 14                  | 66.6                |
| 10                  | Nacional            | 1                   | 9                   | 0                   | 1                   | 8                   | 8                   | 39                  | -31                 | 3.7                 |

|  |             |
|  | Campeão.    |
|  | Rebaixados. |

- (1) O IAPE desistiu de disputar o campeonato.
- (2) O Nacional foi eliminado do campeonato pelo TJD-MA por conta de uma dívida referente a taxas de arbitragem e seguro de jogadores.[2]